# 데메드리오
데메드리오(공동번역, 개신교)는 신약성경의 두 군데에서 등장하는데, 이는 다음과 같다.
- 아르테미스 여신을 숭배하는 은장이로, 사도 바울로를 대적해 선동한 사람.[1]
- 요한의 세째 편지 1:12에서 언급된 제자. 요한 서신의 운반자일 가능성이 있으며, 사도 요한은 초기 교회의 지도자중 한 명인 가이오(요한3 1:1)에게 데메드리오가 복음을 지탱하는 사람들 중 한명으로 그를 잘 맞이하라고 권하고 있다.